# Förfrukt
Förfrukt är i samband med växtföljd inom jordbruk beteckningen på den gröda som skall ersättas vid omläggning av åkermark, det vill säga den gröda som odlats närmast före. Valet av förfrukt kan påverka skörden av den efterföljande grödan, exempelvis genom den mängd kväve som lämnas i marken, samt påverkan på markens struktur.